# Kristal Audio Engine
Kristal Audio Engine, conocido también por sus siglas KAE, es un programa de edición de audio gratuito que incluye un secuenciador de audio multipistas y un grabador de audio multipistas, además de una consola virtual que permite a los músicos grabar su música o por ejemplo hacer montaje del audio en el ordenador.

Es capaz de gestionar 16 canales de audio y su arquitectura es modular, siendo el corazón de la aplicación el mezclador multipista, mientras que el secuenciador de audio "Waver" y el módulo “Live in” de filtros sobre las entradas de audio, se cargan como plug-ins separados.

## Historia
Kristal Audio Engine fue diseñado por Matthias Juwan, quien inició su desarrollo en el año 1999 como parte de su tesis universitaria. Inicialmente funcionaba únicamente en sistemas operativos Windows, pero en el año 2004 se lanzó el desarrollo de la versión, llamada inicialmente K2', que incluiría diversas mejoras y, además, compatibilidad con Mac Os X.

En el año 2006 Matthias Juwan y Wolfgang Kundrus, quienes ya habían trabajado en los programas Cubase y Nuendo, se hicieron con el control de la compañía KristalLabs y con el código del proyecto K2, que finalmente sería presentado en el año 2009, en la Musik Messe de Frankfurt, con el nombre comercial definitivo Studio One.

## Especificaciones
- 16 pistas de audio
- Motor 32 Bit
- Se puede configurar entre 44.1 y 192 kHz
- Fusión de los ficheros de una pista estéreo configurado para 16, 24 o 32-bit
- Ecualización paramétrica a 3 bandas
- 2 ranuras (slot) de inserción de VST par canal
- 3 ranuras de efectos (slots) VST sobre la salida matriz
- 4 ranuras (slots) para los plug-ins de Kristal
- Guardar y cargar de ficheros de proyectos del Kristal
- Compatible con drivers ASIO
- Formatos de ficheros soportados: WAVE, AIFF, FLAC, OGG Vorbis